# Пашина къща
Пашината къща (на гръцки: Το σπίτι του Πασά) е историческа постройка в град Солун, Гърция.

## Местоположение
Сградата е разположена в Горния град - бившата турска махала, на кръстовището на улиците „Апостолос Павлос“ и „Атина“. Неокласическата сграда е една от забележителностите на квартала.

## История
Сградата е построена в 1897 година и повече от век се използва като жилище. В 1917 година пострадва от големия пожар, който опожарява голяма част от Солун, но веднага е възстановена. В 1923 година мюсюлманите от града са изселени в Турция и в двуетажната къща се настанява грък, християнин, но с жени - едната на приземния етаж, а другата на първия етаж. Солунчани започват да го наричат „махараджата“, защото бил женен за две жени едновременно, нещо типично за мюсюлманите.
В 1993 година къщата е превърната в кръчма със същото име - „То Спити ту Паса“, тоест Пашината къща.